# Psi
 Ovo je glavno značenje pojma Psi. Za druga značenja pogledajte Psi (razdvojba).
Psi (kanidi;  lat. Canidae) su porodica unutar natporodice psolikih životinja. U tu porodicu pripadaju lisice, razne vrste poznate pod imenom "šakali", kojoti, vukovi, ali i domaći psi. Danas su rasprostranjeni na svim kontinentima, ali ih prvobitno nije bilo u Australiji, na Novom Zelandu, Novoj Gvineji, Madagaskaru i Antarktici. Međutim, danas su gotovo svuda udomaćeni, i to uz pomoć čovjeka.
Psi su se razvili u oligocenu na području Sjeverne Amerike od životinje koja je bila veličine lisice a i podsjećala je na nju, samo što je još mogla uvlačiti pandže.

## Izgled i građa tijela
Građom tijela psi se na prvi pogled razlikuju bitno od mačaka. Svi psi su manji rastom od velikih mačaka. Tijelo im je vitko, a glava malena, izbočena njuška je tupa. Trup im je udubljen u slabinama, a noge visoke s malim šapama. Canidae imaju na stražnjim nogama po četiri potpuno razvijena prsta kao i četiri (Lycaon) odnosno pet (Canis, Cyon, Icticyon, Otocyon) prstiju na prednjim šapama. Snažne pandže ne mogu uvući u šape, pa su tupe. Rep im nije dugačak, a često je obrastao čupavom dlakom.
Imaju 42 zuba, pri tome uvijek po četiri pretkutnjaka s obje strane i u gornjoj i u donjoj vilici. Prema tome, potpuna zubna formula izgleda ovako:
| 3.1.4.2 |
| 3.1.4.3 |

Formula prvih "mliječnih" zubi je: 3 1 3. Još mladi, članovi ove porodice nemaju kutnjake, dok kao odrasli imaju po dva u gornjoj i tri u donjoj čeljusti sa svake strane.
Imaju krupne oči, a uši su im zašiljene i veće nego mačje. Ženke imaju brojne sise na prsima i trbuhu. Plodniji su od mačaka, i najčešće imaju četiri pa do devet mladunaca, iako su poznati i iznimni slučajevi od 18 pa i 23 mladunca u jednom okotu.

## Ponašanje
Jedva je moguće donijeti zaključke o ponašanju ove porodice koje bi bilo zajedničko svim vrstama, jer se pojedini rodovi i vrste previše međusobno razlikuju. Na primjer, sve vrste ove porodice su po definiciji mesojedi i stoga svi imaju nagon lova i ubijanja, no on se značajno razlikuje već između vukova i domaćih pasa.
Razlike u ponašanju između na primjer vukova i lisica izražene su već kod mladunaca u dobi između četvrtog i petog tjedna starosti. Zoolog Erik Zimen je promatrajući mladunce opazio, da mladi lisičići komade hrane prvo uzmu, i u okolici zakopaju, a tek nakon toga počnu s jelom; mladi vučići pak prvo pojedu koliko god mogu, i tek nakon toga počinju zakapati ostatke hrane
Kao slično ponašanje kod svih Kanida Michael W. Fox opisuje uvod u socijalni susret pripadnika iste vrste. Susret počinje uzajamnim njušenjem genitalnog i analnog područja, kao dijelom i ušiju, njuške i analne žlijezde. Njušenje područja repne žlijezde opaženo je samo kod crvenih, arktičkih i sivih lisica, rjeđe kod prerijskih vukova, a nikada kod domaćih pasa, jer oni vrlo rijetko uopće imaju repnu žlijezdu.
Dijelom su prepoznati isti obrasci ponašanja i između različitih vrsta; tako Fox opisuje uspješan poziv na igru između chihuahue i prerijskog vuka, uzajamno pokazivanje podređenosti između mladih kojota i vukova, kao i trenuci igre odraslog vuka i odrasle crvene lisice.

## Sistematika
Recentni psi mogu se podijeliti na tribus pravih lisica (Vulpini) i tribus pravih pasa (Canini). No, u tribusu pravih pasa ima više vrsta koje su vrlo slične lisicama.
Noviji rezultati istraživanja genskih sekvenci dovode u pitanje taksonomsku klasifikaciju pojedinih Kanida. Trenutno, prihvaćena je podjela kako slijedi:
- Tribus Vulpini
  - Rod Vulpes
    - Crvena lisica (Vulpes vulpes)
    - Indijska lisica (Vulpes bengalensis)
    - Blanfordova lisica (Vulpes cana)
    - Kama (Vulpes chama)
    - Stepska lisica (Vulpes corsac)
    - Tibetska pješčana lisica (Vulpes ferrilata)
    - Blijeda lisica (Vulpes pallida)
    - Ruppelova lisica (Vulpes rueppelli)
    - Prerijska lisica (Vulpes velox)
    - Pustinjska lisica (Vulpes zerda)
    - Arktička ili polarna lisica (Vulpes lagopus)

  - Rod Urocyon
    - Siva lisica (Urocyon argenteus)
    - Otočna siva lisica (Urocyon littoralis)

  - Rod Otocyon
    - Dugouha lisica (Otocyon megalotis)
- Tribus Canini
  - Rod Dusicyon
    - Falklandfuchs (Falklandski vuk) (Dusicyon australis)

  - Rod Pseudalopex
    - Kolpeo (Pseudalopex culpaeus)
    - Južnoamerička siva lisica (Pseudalopex griseus)
    - Darwinova lisica (Pseudalopex fulvipes)
    - Pampaska siva lisica (Pseudalopex gymnocercus)
    - Sechuranska lisica (Pseudalopex sechurae)
    - Sitnozubi pas (Pseudalopex vetulus)

  - Rod Atelocynus
    - Kratkouha lisica (Atelocynus microtis)

  - Rod Cerdocyon
    - Maikong (Cerdocyon thous)****

  - Rod Speothos
    - Kolumbijski divlji pas (Speothos venaticus)

  - Rod Chrysocyon
    - Grivasti vuk (Chrysocyon brachyurus)

  - Rod Nyctereutes
    - Kunopas (Nyctereutes procyonoides)

  - Rod Cuon
    - Azijski divlji pas (Cuon alpinus)

  - Rod Lycaon
    - Afrički divlji pas (Lycaon pictus)

  - Rod Canis
    - Sivi vuk (Canis lupus), uključuje domaći pas, dingo (Canis lupus dingo) i crveni vuk (Canis lupus rufus)
    - Kojot (Canis latrans)
    - Zlatni čagalj (Canis aureus)
    - Crnoleđi čagalj (Canis mesomelas)
    - Prugasti čagalj (Canis adustus)
    - Etiopski vuk (Canis simensis)
    - †Canis dirus

Kladogram prema McKenna i Bellu (Classification of mammals: Above the species level, 1997.):
```
Canidae (psi)
 |-- Vulpini
 |    |-- 
Vulpes
 (crvena lisica i drugi)
 |    `-- N.N.
 |         |-- 
Alopex
 (arktička lisica)
 |         `-- N.N.
 |              |-- 
Urocyon
 (sive lisica)
 |              `-- 
Otocyon
 (dugouha lisica)
 |
 `-- Canini
      |-- N.N.
      |    |-- 
Dusicyon
 
      |    `-- 
Pseudalopex

      |
      `-- N.N.
           |-- 
Chrysocyon
 (grivasti vuk)
           `-- N.N.
                |-- 
Cerdocyon
 (Maikong)
                `-- N.N.
                     |-- 
Nyctereutes
 (kunopas)
                     `-- N.N.
                          |-- 
Atelocynus
 (kratkouha lisica)
                          `-- N.N.
                               |-- 
Speothos
 (kolumbijski divlji pas)
                               `-- N.N.
                                    |-- 
Canis
 (vukovi i šakali)
                                    `-- N.N.
                                         |-- 
Cuon
 (azijski crveni pas)
                                         `-- 
Lycaon
 (afrički divlji pas)
```

Kladogrami prema W. D. Matthewu (The Phylogeny of dogs, 1930) i R. H. Tedfordu (History of dogs and cats, 1978) dijelom u bitnom odstupaju od navedenog.